# Karl Lehmann
Karl Lehmann (16. května 1936 Sigmaringen – 11. března 2018 Mohuč) byl německý kardinál, dlouholetý biskup v Mohuči a předseda Německé biskupské konference.

## Životopis
Studoval ve Freiburgu, kněžské svěcení přijal 10. října 1963 v Římě. Získal doktoráty z filozofie a teologie na Papežské Gregoriánské univerzitě. Působil jako profesor dogmatické a ekumenické teologie v Mohuči a Freiburgu. Byl žákem Karla Rahnera, patřil k nejvýraznějším německým teologům druhé poloviny 20. století.

## Biskupem
Biskupem Mohučské diecéze byl jmenován v červnu 1983, biskupem byl vysvěcen 2. října 1983 (Jeho biskupské heslo je State in fide – Buďte silní ve víře). V roce 1985 se stal místopředsedou a o dva roky později předsedou Německé biskupské konference. V této funkci působil celkem 21 let, v letech 1987 až 2008, kdy odstoupil kvůli nemoci. V této funkci se podílel mimo jiné na přípravách Světových dnů mládeže v roce 2005. Pod jeho vedením se katolická církev v Německu otevřela dialogu se všemi politickými stranami. Po pádu berlínské zdi svedl dohromady katolíky z východu a západu. Jedním z jeho ústředních témat byla např. ochrana nenarozeného života.
Kardinálem ho jmenoval papež Jan Pavel II. při konzistoři v únoru 2001.
Karl Lehmann zemřel 11. března 2018 v Mohuči.